# Ред и закон: Одељење за специјалнe жртве (21. сезона)
Двадесетпрва сезона серије Ред и закон: Одељење за специјалне жртве је премијерно емитована на каналу НБЦ од 26. септембра 2019. године до 23. априла 2020. године и броји 20 епизодa.  Тиме је серија постала најдуготрајнија драма у ударном термину у САД-у. у историји. Сезону су продуцирали Wolf Films and Universal Television. Директор серије је Ворен Лајт.
Ова сезона је прва у којој Филип Винчестер не тумачи Питера Стоуна од прикључења у деветнаестој сезони након његовог одласка на крају претходне сезоне.
Дана 13. марта 2020. обустављена је снимање двадесет прве сезоне због пандемије КОВИД-19 у Сједињеним Државама. Двадесет од првобитне наруџбине од двадесет четири епизоде је завршено пре него што је снимање обустављено. Двадесета епизода послужила је као финале сезоне.

## Сниимање

### Развој
Ред и закон: Одељење за специјалне жртве је обновљено за двадесет и прву сезону 29. марта 2019. Снимање сезоне је почело 9. јула 2019. Дана 23. априла 2019. објављено је да би се Ворен Лајт који је био директор серије од тринаесте до седамнаесте сезоне серије вратио у серију као директор серије док би Мајкл С. Чернучин постао директор серије за другу серију Дика Волфа ФБИ. Дана 9. јула 2019. Лајт је на Твитеру поставио слику на којој открива наслов прве епизоде „Направићу од тебе звезду“. Дана 4. новембра 2019. објављено је да је Џејми Греј Хајдер унапређена у главну поставу као детективка на обуци Катриона Тамин у осмој епизоди. Хајдерова је имала епизодну улогу од четврте епизоде.

### Специјал
Једночасовна ретроспектива под називом Пејли центар поздравља Ред и закон: ОСЖ емитована је 2. јануара 2020.

## Улоге

### Главни
- Мариска Харгитеј као Оливија Бенсон
- Кели Гидиш као Аманда Ролинс
- Ајс Ти као Фин Тутуола
- Питер Сканавино као Доминик Кариси мл.
- Џејми Греј Хајдер као Катриона Тамин (Епизоде 8-24)

### Епизодни
- Тамара Тјуни као др. Мелинда Ворнер (Епизода 6)
- Џејми Греј Хајдер као Катриона Тамин (Епизоде 1, 4-7)
- Демор Барнс као Кристијан Гарланд (Епизоде 3-4, 8, 10, 14 и 18)

## Епизоде
| Бр. у серији | Бр. у сезони | Наслов                                    | Редитељ            | Сценариста                                                                                         | Премијерно емитовање | Прод. код | Гледаоци у САД-у (милиони) |
| --- | ------------ | ----------------------------------------- | ------------------ | -------------------------------------------------------------------------------------------------- | -------------------- | --------- | -------------------------- |
| 459 | 1            | "Направићу од тебе звезду"                | Ноберто Барба      | Ворен Лајт и Питер Блонер                                                                          | 26. септембар 2019.  | 2101      | 3.84                       |
| Одељење за специјалне жртве истражује покушај силовања који је млада глумица пријавила против сер Тобијаса Мура, моћног медијског могула. Истрага постаје жестока, а Бенсонова се убрзо нашлаусред игре мачке и миша између ње и Мура. У међувремену, неколико промена се дешава у испостави Одељења за специјалне жртве пошто је Кариси постао нови помоћник окружног тужиоца, а Додс унапредио Бенсонову у капетанку, а потом је пребачен у Оперативну скупину за саобраћај и безбедност на Државном острву.                       |              |                                           |                    | |                      |           |                            |
| 460 | 2            | "Најмрачнији пут кући"                    | Џин де Сегонзек    | Џули Мартин и Ворен Лајт                                                                           | 3. октобар 2019.     | 2102      | 3.44                       |
| Престрављена и испрепадана млада жена тврди да је силована што је навело Одељење за специјалне жртве да истражи. Бенсонова ради са њом како би јој помогла да се сети појединости силовања као и појединости о својим силоватељима. У међувремену, психолог посећује испоставу Одељења за специјалне жртве и подучава Бенсонаову, Ролинсову и Тутуолу новој техници саслушања сведока која ће помоћи у будућим случајевима што укључује детективе да се суочавају са својим прошлим трауматским искуствима док доживљавају технику.  |              |                                           |                    | |                      |           |                            |
| 461 | 3            | "Тамо доле у Пакленој кухињи"             | Тимоти Басфилд     | Синопсис: Монет Хрст-Мендоза и Брендан Фини Сценарио: Лиса Тејкучи Кален, Џули Мартин и Ворен Лајт | 10. октобар 2019.    | 2103      | 3.42                       |
| Одељење за специјалне жртве позвано је да истражи јер једна славна личност који је педер тврди да га је силовао низни силоватељ ког одељење тражи. Међутим, како време одмиче, Одељење за специјалне жртве постаје сумњичав према причи славне личности јер можда не говори истину о нападу. У међувремену, Одељење за специјалне жртве упознаје свог новог заменика начелника који одмах оставља утисак на екипу, а Ноа говори Бенсоновој да жели да крене на плес уместо да на бејзбол.                                            |              |                                           |                    | |                      |           |                            |
| 462 | 4            | "Тежина наших избора"                     | Марта Мичел        | Синопсис: Џули Мартин и Мајкарн Клули Сценарио: Ворен Лајт и Џули Мартин                           | 17. октобар 2019.    | 2104      | 3.46                       |
| Проблематична, одбегла пубертетлијка пронађена је жива и здрава, а Одељење за специјалне жртве је позвано да истражи шта је мотивисало пубертетлијку да побегне од куће. Међутим, родитељи пубертетлијке се сукобљавају са Одељењем за специјалне жртве, поготово са Ролинсовом, и одбијају да сарађују због чега Ролинсова почиње да сумња да породица нешто крије. У међувремену, екипа се окупља на крштењу Били Ролинс, а службеница Катриона Тамин постаје детективка на обуци пошто је помагала у прошлом случају.             |              |                                           |                    | |                      |           |                            |
| 463 | 5            | "Поноћ на Менхетну"                       | Питер Вернер       | Синопсис: Кети Доби и Мајкарн Клули Сценарио: Брајана Јелен                                        | 24. октобар 2019.    | 2105      | 3.73                       |
| Одељење за специјалне жртве се нашло заузето једног петка увече са три одвојена случаја, случајем жене коју је свирепо силовао њен муж, трансродне жене коју је силовао мушкарац којег је упознала те ноћи и младе богате жене коју је силовао возач. Детективи су под секирацијом због великог посла, посебно Тамин која се бори са истрагом свог случаја и углавном Ролинсовом који се обрушила на Карисија тврдећи да је узнемирена што је напустио свој положај детектива и постао помоћник окружног тужиоца.                    |              |                                           |                    | |                      |           |                            |
| 464 | 6            | "Убиство на погрешној адреси"             | Мајкл Смит         | Синопсис: Денис Хамил Сценарио: Денис Хамил, Џули Мартин и Ворен Лајт                              | 31. октобар 2019.    | 2106      | 3.98                       |
| Одељење за специјалне жртве позвано је да истражује када је девојка у пубертету сексуално злостављана у пројектима. ДНК из прегледа због силовања повезан је са двоструким убиством од пре 16 година, а случај из 2003. је поново отворен када се открило да је човек који је затворен за убиство врло вероватно невин. У међувремену, Бенсонова се поново састаје са својим проблематичним братом Сајмоном Марсденом који жели да упозна Ноу. Нажалост, Сајмон умире од прекомерне количине дроге, а Бенсонова постаје избезумљена. |              |                                           |                    | |                      |           |                            |
| 465 | 7            | "Правниче, ово је Кинеска четврт"         | Лесли Хоуп         | Синопсис: Кети Добин и Лиса Тејкучи Кален Сценарио: Џули Мартин и Ворен Лајт                       | 7. новембар 2019.    | 2107      | 3.59                       |
| Када је Одељење за специјалне жртве открило азијски ланац трговине људима пошто је жртва силовања тврдила да је била жртва акција тог ланца, детективи на тајном задатку разбијају ланац трговине људима заједно са колегом детективом. У међувремену, напетости расту између Хади и Одељења за специјалне жртве, јер с Хадид постаје све теже радити пошто она криви детективе што нису ухапсили жртву да би затворили макрое. |              |                                           |                    | |                      |           |                            |
| 466 | 8            | "Сањамо вилењаке роботе"                  | Џонатан Херон      | Синопсис: Брендан Фини и Монет Хрст-Мендоза Сценарио: Џули Мартин и Ворен Лајт                     | 14. новембар 2019.   | 2108      | 3.79                       |
| Одељење за специјалне жртве је позвано када је млада жена пронађена силована и дрогирана до те мере да је у психотичном стању. Детективи убрзо схватају да постоји неколико жртава повезаних са истим случајем и одведени су до лукавог терапеута са тајном прошлошћу. Да би га ухватили на делу, Ролинсова одлази на тајни задатак као студенткиња и открива неколико потресних ствари. |              |                                           |                    | |                      |           |                            |
| 467 | 9            | "Не може се сматрати одговорним (1. део)" | Ноберто Барба      | Синопсис: Брајана Јелен Сценарио: Џули Мартин и Ворен Лајт                                         | 21. новембар 2019.   | 2109      | 3.81                       |
| Одељење за специјалне жртве добија захтев од колеге детектива Френка Бучија да заустави Стива Геца за кога верује да сексуално искоришћава његове ћерке у пубертету. У покушају да га ухвате на делу, Тамин се противи Бенсониним наређењима и одлази на тајни задатак као тетка девојчица. Детективи убрзо хапсе Геца упркос молбама девојака да то не раде, али када је Гец пуштен, бесни Бучи преузима ствари у своје руке што Ролинсову убрзо доводи у изузетно опасно стање.                                                    |              |                                           |                    | |                      |           |                            |
| 468 | 10           | "Мора се сматрати одговорним (2. део)"    | Лори Колије        | Синопсис: Брајана Јелен и Денис Хамил Сценарио: Ворен Лајт и Џули Мартин                           | 9. јануар 2020.      | 2110      | 3.70                       |
| Када је Ролинсову отео љутити Франк Бучи и одвео у преноћиште у знак одмазде што Гец није оптужен за силовање његових ћерки, Одељење за специјалне жртве истражује зашто тако лош човек као што је Гец није оптужен док покушавају да нађу Ролинсову. Убрзо откривају да судија који је ослободио Геца и Гецов бранилац можда и сами крију неке злокобне тајне које би могле бити разлог зашто је Гец уопште ослобођен. |              |                                           |                    | |                      |           |                            |
| 469 | 11           | "Она слика из освете"                     | Мариска Харгитеј   | Синопсис: Кети Доби Сценарио: Кети Доби и Џули Мартин                                              | 16. јануар 2020.     | 2111      | 3.60                       |
| Одељење за специјалне жртве истражује сексуални напад на стриптизету. Стриптизета Моника Русо је љута јер је детектив који је раније одбацио њен случај веровао да случај није важан јер је она стриптизета, што јој отежава рад. Када је дошло до суђења, Кариси се обрачунава са заступником силоватеља, бившом судиницом Еланом Барт, која је оштра у судници. У међувремену, Ролинсова се бори да превазиђе трауму коју је доживела са Бучијем.                                                                                  |              |                                           |                    | |                      |           |                            |
| 470 | 12           | "Најдужа кишна ноћ"                       | Мајкл Смит         | Синопсис: Питер Блонерс Сценарио: Питер Блонерс и Ворен Лајт                                       | 30. јануар 2020.     | 2112      | 3.63                       |
| Док су прослављали Текрво одлазак у пензију, једна полицајка је непозвана ушла и правила сцену. Одељење за специјалне жртве убрзо открива да ју је силовао бивши службеник унутрашњих послова ког је Такер ослободио оптужби и покрећу истрагу која почиње отприлике када је полицајац извршио самоубиство. У међувремену, Такер поверава Бенсоновој неке поражавајуће вести о себи које се завршавају потпуном трагедијом. |              |                                           |                    | |                      |           |                            |
| 471 | 13           | "Искупљење у њеном углу"                  | Батан Силва        | Синопсис: Монет Хрст-Мендоза и Брајана Јелен Сценарио: Џули Мартин и Ворен Лајт                    | 6. фебруар 2020.     | 2113      | 3.25                       |
| Боксерски тренер је под сумњом за силовање пошто Тамин сумња да је у сексуалним односима са шеснаестогодишњом девојчицом. Тамин неколико пута претерава што Бенсонову узрујава. Случај добија неочекивани преокрет када је један од ученика нападне тренера, а детективи копају по проблематичној прошлости ученика што открива године нарушеног породичног поверења и штете. |              |                                           |                    | |                      |           |                            |
| 472 | 14           | "И ја заслужујем мало љубави"             | Џин де Сегонзек    | Синопсис: Денис Хамил Сценарио: Денис Хамил, Џули Мартин и Ворен Лајт                              | 13. фебруар 2020.    | 2114      | 3.32                       |
| Одељење за специјалне жртве ухапсило је агента ИЦС-а под оптужбом за силовање након тајне операције. Међутим, детективи су дошли до његовог шефа за кога откривају да мења зелене карте за секс упркос томе што жене не желе да имају секс. У међувремену, Ролинсова и наредник укључени у случај постају блиски када ју је наредник одвео на романтичну вечеру. |              |                                           |                    | |                      |           |                            |
| 473 | 15           | "Пливање са ајкулама"                     | Марта Мичел        | Синопсис: Лиса Текучи Кален Сценарио: Лиса Текучи Кален, Ворен Лајт и Џули Мартин                  | 20. фебруар 2020.    | 2115      | 3.36                       |
| Одељење за специјалне жртве истражује наводно силовање генералну директорку једног друштва. Када је осумњичени ухваћен, случај добија бизаран обрт пошто је он оптужио генералну директорку да је тражила силовање како би сакрила чињеницу да је крала новац из друштва. Убрзо долазе до пословног ортака генералне директорке које тврди да ју је генерална директорка силовала и детективи убрзо откривају да сви умешани у случај нешто крију.                                                                                   |              |                                           |                    | |                      |           |                            |
| 474 | 16           | "Унутрашње ослобађање од бола"            | Џин де Сегонзек    | Питер Блонер                                                                                       | 27. фебруар 2020.    | 2116      | 3.30                       |
| Аманда Ролинс се поново састала са својом сестром Ким након три године невиђања и сазнаје да Ким вероватно чека затвор и тражи њену помоћ. Аманда такође сазнаје да је Ким изнуђивао њен лекар и да Ким има сина. Аманда и Одељење за специјалне жртве ускоро истражују Киминог лекара који можда изнуђује не само Ким, већ и још неколико жена. |              |                                           |                    | |                      |           |                            |
| 475 | 17           | "Балет, лажи и видео-траке"               | Лесли Хопу         | Синопсис: Мајкарн Клугли и Брендан Фини Сценарио: Брендан Фини, Џули Мартин и Ворен Лајт           | 26. март 2020.       | 2117      | 3.80                       |
| Када је снимак надзорне камере двоје балетана који у присном тренутку постављен на порнографску интернет-страницу, Одељење за специјалне жртве је позвано пошто балерина тврди да није дала сагласност да се снимак постави и моли да се уклони. Детективи ускоро упознају учитеља балета који је можда низни грабљивац који користи своје балетане и балерине не само за балет, већ и за сексуално задовољство. |              |                                           |                    | |                      |           |                            |
| 476 | 18           | "Гарландово ватрено крштење"              | Ноберто Барба      | Шерил Л. Дејвис и Мајкарн Глугли                                                                   | 2. април 2020.       | 2118      | 3.53                       |
| Када је члан Гарландове цркве ухапшен због оптужби за проневеру, Одељење за специјалне жртве долази до прелечасног који је можда одговоран не само за проневеру већ и за силовање неколико девојака у пубертету, а Гарланд, Бенсонова и екипа се боре са својим осећањима са оптужбама у којима попадија стоји уз пречасног и изражава свој бес према Гарланду и детективима. |              |                                           |                    | |                      |           |                            |
| 477 | 19           | "Решавање непознатог"                     | Кристофер Мисијано | Брајана Јелен и Кети Доби                                                                          | 16. април 2020.      | 2119      | 4.06                       |
| Одељење за специјалне жртве бави се тешким случајем покушавајући да ухвати низног силоватеља који користи дрогу за силовање да нападне своје жртве док су под утицајем дроге. Уз мало или нимало доказа о његовим нападима, детективи се боре да пронађу силоватеља и ухапсе га. У међувремену, Ролинсова је коначно унапређена у детективку 2. разреда. |              |                                           |                    | |                      |           |                            |
| 478 | 20           | "Оно што можемо да изгубимо"              | Хаун Кампанела     | Џули Мартин и Ворен Лајт                                                                           | 23. април 2020.      | 2120      | 3.69                       |
| Док је сер Тоби Мур коначно изведен на суђење, Одељење за специјалне жртве суочава се са изазовима са прошлим случајевима. Тамин поново среће Лакиру Беку која је обавештава да је Пол Дејвис силовао још једну трансродну жену, Ролинсова се поново уједињује са Ајви Бучи након хапшења због поседовања кокаина на забави, а Тутуолина каријера је доведена у опасност пошто је смртно ранио оца који је покушао да убије своју жену и сина.                                                                                       |              |                                           |                    | |                      |           |                            |